# La schiava romana
La schiava romana (Escrava Romana) è un dipinto ad olio su tela del pittore brasiliano Oscar Pereira da Silva. Il quadro, conservato nella pinacoteca dello stato di San Paolo, ritrae una schiava romana in vendita.
L'opera ha un carattere realista ed è influenzata dall'arte accademica. Si può notare il talento dell'artista nell'unire degli elementi del proprio periodo con dei dettagli storici. Per esempio, il corpo della schiava presenta dei tratti più simili a quelli delle donne dell'epoca mentre gli oggetti della composizione si rifanno all'epoca dell'impero romano.

## Storia
Il quadro Schiava romana venne dipinto intorno al 1894, durante il collegio di Oscar Pereira da Silva alla scuola di belle arti di Parigi. Il brasiliano vi studiò tra il 1890 e il 1895 dopo aver vinto (non senza controversie) il premio di Viaggio (Prêmio de Viagem à Europa) nel 1887 all'Accademia Imperiale di Belle Arti, da lui frequentata dal 1880 al 1887. È importante sottolineare come questo dipinto sia stato realizzato quando l'artista stava ancora maturando il proprio pensiero artistico.
Oscar a Parigi frequentò lo studio di Jean-Léon Gérôme, i cui temi pittorici erano le scene storiche (in cui cercava di rappresentare fedelmente il soggetto) e il nudo femminile, soprattutto le schiave, come nei dipinti Vendita di una schiava romana e Il mercato romano degli schiavi. Oltre a quello di Gérôme, il pittore brasiliano frequentò anche lo studio di León Bonnat: questo artista francese unì la maniera lineare del disegno tradizionale con il colore, focalizzandosi sulla figura umana piuttosto che sui paesaggi. Un punto in comune tra i due maestri di Oscar Pereira da Silva è la valorizzazione del disegno come elemento essenziale della pittura.
L'opera venne esposta all'esposizione generale di belle arti del 1894 e vinse la medaglia di prima classe nel Salone Nazionale di Belle Arti di Rio de Janeiro del 1897. In generale, il quadro venne ben accolto dalla critica brasiliana.

### Restauro
Nel settembre del 2010, varie tele della pinacoteca di San Paolo del Brasile, inclusa la Schiava romana, vennero portate a un centro di studio del patrimonio artistico e storico, situato nell'istituto di fisica dell'università paulistana, per essere restaurate e studiate. Prima del restauro, la donna indossava un anello sul braccio destro che ricordava una manetta, ma dopo i lavori di restauro del 2010 apparvero i braccialetti dorati. La differenza principale, tuttavia, è stata nella firma dell'artista: laddove in precedenza si poteva solo leggere OSCAR P. DA SILVA, dopo il restauro venne rivelata la scritta 2° quadro do mesmo autor ("secondo quadro del medesimo autore"). Ciò ha portato alla formulazione di varie ipotesi: secondo una prima ipotesi il dipinto esposto al Salone di Rio de Janeiro non è lo stesso oggi esposto alla pinacoteca paulistana ma una prima versione. Nelle lettere dell'artista il dipinto viene citato semplicemente con il titolo francese L'Esclave, "La schiava". In un numero della Gazeta de Notícias risalente al 13 ottobre 1894 si menziona un dipinto con questo titolo all'esposizione generale di belle arti di quell'anno.
Si è pensato che questa seconda versione sia stata realizzata in risposta alle critiche rivolte alla prima, poiché non c'erano molti elementi che caratterizzavano lo stato di schiava della donna, a tal punto che in una vignetta pubblicata il 3 ottobre 1894, sempre sulla Gazeta de Notícias, un visitatore della mostra passa davanti al quadro ed esclama: "Povera ragazza! Per pagare il ritratto si è dovuta vendere anche la camicia..."
Se la tecnica di Pereira da Silva venne lodata, quel che veniva messo in discussione era la capacità creativa dell'artista di elaborare la composizione del dipinto. Nella seconda versione il brasiliano avrebbe aggiunto la targa con la scritta in latino e avrebbe cambiato il titolo dell'opera da La schiava a La schiava romana. Questa seconda tela sarebbe stata realizzata tra il 1894 e il 1897, quando apparve per la prima volta con il titolo definitivo al Salone Nazionale di Rio de Janeiro.

## Descrizione

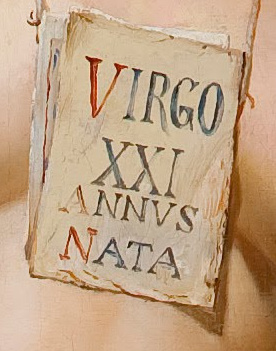
Un dettaglio della targa che recita, in latino, "vergine di ventuno anni".

Il soggetto del dipinto è una schiava dai lunghi capelli castani, in piedi, seminuda e che mostra la propria pelle bianca. Ella indossa solamente degli orecchini a cerchio, dei braccialetti aurei e una cintura dorata con delle decorazioni. La cintura regge due tessuti che coprono le parti intime e parte della gamba sinistra della donna. Uno di questi sembra un tappeto arabo, è di colore verde muschio e ha una fodera di strisce bianche, verdi, rosa e blu. L'altro tessuto è totalmente bianco. Al collo la donna tiene una piccola placca con la scritta latina VIRGO XXI ANNVS NATA, che significa "vergine di ventuno anni".
La posa della schiava è rilassata. La gamba destra è leggermente piegata, la testa è inclinata sul lato destro, gli occhi sono socchiusi e la mano destra è appoggiata alla vita. Ella si trova davanti a un muro di assi di legno scuro che solo all'altezza delle sue cosce diventa di mattoni di pietra. Anche il pavimento è di legno, ma è più chiaro nei colori. Sulla parete c'è una targa poco visibile, essendo dello stesso colore del muro, che recita VIRGO XXI ANNVS MCCLXXVI , "vergine di 21 anni 1276". Sul pavimento accanto al piede destro della schiava in vendita è presente un vaso di argilla, mentre alla sua sinistra si trova una panca con un tessuto rosso vermiglio al di sopra.